# Oebobo
Oebobo ist ein Distrikt (Kecamatan) in der indonesischen Stadt Kupang (Provinz Ost-Nusa-Tenggara).

## Geographie
Oebobo liegt im Zentrum der Stadt Kupang. Im Nordosten befindet sich der Distrikt Kelapa Lima, südlich der Distrikt Maulafa, südwestlich der Distrikt Kota Raja und nordwestlich der Distrikt Kota Lama.
Oebobo hat eine Fläche von 14,22 km² und steigt vom Meeresufer bis auf eine Höhe von 500 m über dem Meeresspiegel im Süden.
Der Distrikt unterteilt sich in sieben Kelurahan (deutsch Dörfer): Liliba nimmt den Osten des Distrikts ein, im Westen liegen Oetete, Oebobo und Fatululi und im Zentrum Kayu Putih, Oebufu und Tuak Daun Merah (TDM). Oetete ist von ihnen der kleinste mit 0,30 km², während Liliba 5,83 km² hat. In der Flächengröße folgen dann Oebufu mit 1,97 km², Oebobo mit 1,86 km², Kayu Putih mit 1,57 km², Fatululi mit 1,49 km², und Tuak Daun Merah mit 1,20 km².
Das Klima ist tropisch. Man erreicht Temperaturen von bis zu 35 °C. Die jährliche Niederschlagsmenge beträgt 960 mm. Am meisten Regen fällt in Dezember und Januar.
Der Boden besteht aus Felsen und roter, beziehungsweise weißer Erde. Hier wachsen unter anderem Papyrus, Kokospalmen und Teakbäume.

## Einwohner
2016 lebten in Oebobo 97.696 Menschen (50.479 Männer und 47.217 Frauen). Damit beträgt die Bevölkerungsdichte 6870,32 Einwohner pro Quadratkilometer. 2010 waren es erst 79.675 Einwohner. Sie wohnen in 21.409 Haushalten, die sich auf 278 Nachbarschaften (Tetangga) verteilen.
In Oebobo gibt es sieben katholische Kirchen, 71 protestantische Kirchen, 13 Moscheen und ein hinduistischer Tempel.

## Wirtschaft
Diverse Nutztiere werden in Oebobo gehalten: Rinder zur Fleischproduktion, Wasserbüffel, Pferde, Schweine, Ziegen, Schafe, Hühner und Enten. Auf 183 Hektar wird Nassreis und auf fünf Hektar Trockenreis angepflanzt. Daneben gibt es Mais (273 Hektar), Erdnüsse (58 Hektar), Erbsen, Maniok (89 Hektar), Schalotten, Kohl, Bohnen, Tomaten, Chili, Wasserspinat (14 Hektar), Spinat (12 Hektar), Karotten und Auberginen und verschiedene Obstsorten, wie Mangos, Bananen, Papayas, Avocados, Sternfrüchte, Äpfel, Jackfrüchte und Sawo.

## Öffentliche Einrichtungen
In Oebobo gibt es vier Polizeistationen, 21 Grundschulen, 13 Junior High Schools und 18 Senior High Schools. Um die Gesundheitsversorgung kümmern sich sechs Krankenhäuser, eine Poliklinik, zwei kommunale Gesundheitszentren, fünf Unterzentren, 51 integrierte Stationen und 17 Seniorengesundheitsstationen.